# Футбольный матч «Манчестер Юнайтед» — «Арсенал» (2004)
Матч 10-го тура английской Премьер-лиги сезона 2004/05 между «Манчестер Юнайтед» и «Арсеналом» прошёл на стадионе «Олд Траффорд» в воскресенье, 24 октября 2004 года. В Англии этот матч известен под названием «Битва в буфете» (англ. Battle of the Buffet). Изначально матч также называли «Битвой на „Олд Траффорд“, часть вторая» (англ. The Battle of Old Trafford II), что являлось отсылкой к матчу 2003 года, известному под названием «Битва на „Олд Траффорд“», но затем более распространённым стало название «Битва в буфете».

## Перед матчем
В сентябре 2003 года оба клуба встретились в матче, который стал известен под названием «Битва на „Олд Траффорд“» (The Battle of Old Trafford). Тот матч, завершившийся безголевой ничьей, запомнился промахом Руда ван Нистелроя с пенальти на последних минутах встречи, а также стычкой между игроками «Арсенала» и ван Нистелроем. В том матче за фол против ван Нистелроя вторую жёлтую карточку и автоматическое удаление с поля получил Патрик Виейра, причём сам Виейра и Арсен Венгер обвинили голландского нападающего в симуляции нарушения правил, а Алекс Фергюсон встал на защиту своего игрока и отрицал обвинения в симуляции. После того матча четыре игрока «Арсенала» получили дисквалификации и были оштрафованы Футбольной ассоциацией на общую сумму в £275 000. Два игрока «Манчестер Юнайтед» также были оштрафованы, а ещё один получил устное предупреждение. Британская пресса назвала тот матч «Битвой на „Олд Траффорд“».
Матч 2004 года стал первой встречей двух команд на «Олд Траффорд» после той памятной встречи. Значимость этому противостоянию также придавал тот факт, что «Арсенал» не проигрывал в чемпионате до этого матча в 49 встречах подряд, и в случае ничейного исхода или победы «канониров» эта серия продлилась бы до 50 матчей. «Манчестер Юнайтед» перед этой игрой на 11 очков отставал от лидера турнирной таблицы.

## Матч

### Обзор матча
Победу в матче одержал «Манчестер Юнайтед» со счётом 2:0, прервав, тем самым, 49-матчевую беспроигрышную серию «Арсенала» в английской Премьер-лиге.
Матч отметился серией спорных инцидентов; обе стороны обвиняли друг друга в неспортивном поведении, симуляциях, а также апеллировали к плохому судейству.
В упорном противостоянии зрители не увидели забитых голов до 72-й минуты матча, но затем Уэйн Руни упал в штрафной площади «Арсенала» после столкновения с Солом Кэмпбеллом. Главный арбитр матча Майк Райли назначил пенальти, хотя Кэмпбелл утверждал, что нарушения с его стороны не было. Руд ван Нистелрой реализовал одиннадцатиметровый удар, а Руни забил второй гол в этой встрече на 90-й минуте.

### Отчёт о матче
| Манчестер Юнайтед                     | 2:0     | Арсенал |
| ------------------------------------- | ------- | ------- |
| - ван Нистелрой 73′ (пен.) - Руни 90′ | (отчёт) |         |

| Манчестер Юнайтед | Арсенал |

| Манчестер Юнайтед: |    |                   |     |     |
|                    |    |                   |     |     |
| Вр                 | 13 | Рой Кэрролл       |     |     |
| Защ                | 2  | Гари Невилл       | 36' |     |
| Защ                | 5  | Рио Фердинанд (к) |     |     |
| Защ                | 27 | Микаэль Сильвестр |     |     |
| Защ                | 4  | Габриэль Хайнце   |     |     |
| ПЗ                 | 7  | Криштиану Роналду |     | 85' |
| ПЗ                 | 3  | Фил Невилл        | 38' |     |
| ПЗ                 | 18 | Пол Скоулз        |     |     |
| ПЗ                 | 11 | Райан Гиггз       |     |     |
| Нап                | 8  | Уэйн Руни         |     |     |
| Нап                | 10 | Руд ван Нистелрой |     | 90' |
| Запасные:          |    |                   |     |     |
| Вр                 | 1  | Тим Ховард        |     |     |
| Защ                | 6  | Уэс Браун         |     |     |
| ПЗ                 | 17 | Лиам Миллер       |     |     |
| Нап                | 9  | Луи Саа           |     | 90' |
| Нап                | 14 | Алан Смит         |     | 85' |
| Главный тренер:    |    |                   |     |     |
| сэр Алекс Фергюсон |    |                   |     |     |

| Арсенал:        |    |                    |     |     |
|                 |    |                    |     |     |
| Вр              | 1  | Йенс Леманн        |     |     |
| Защ             | 12 | Лоран              |     |     |
| Защ             | 23 | Сол Кэмпбелл       |     |     |
| Защ             | 28 | Коло Туре          |     |     |
| Защ             | 3  | Эшли Коул          | 35' |     |
| ПЗ              | 8  | Фредрик Юнгберг    |     |     |
| ПЗ              | 4  | Патрик Виейра (к)  | 75' |     |
| ПЗ              | 17 | Эду                | 79' |     |
| ПЗ              | 9  | Хосе Антонио Рейес |     | 70' |
| Нап             | 10 | Деннис Бергкамп    |     |     |
| Нап             | 14 | Тьерри Анри        |     |     |
| Запасные:       |    |                    |     |     |
| Вр              | 13 | Стюарт Тейлор      |     |     |
| Защ             | 18 | Паскаль Сиган      |     |     |
| ПЗ              | 7  | Робер Пирес        |     | 70' |
| ПЗ              | 15 | Сеск Фабрегас      |     |     |
| Нап             | 11 | Робин ван Перси    |     |     |
| Главный тренер: |    |                    |     |     |
| Арсен Венгер    |    |                    |     |     |

## После матча
Сол Кэмпбелл отказался пожимать руку Уэйну Руни после финального свистка, а в туннеле «Олд Траффорда» игроки обеих команд обменялись обвинениями в адрес друг друга. Также в прессе появились данные, что неназванный игрок «Арсенала» швырнул в сторону главного тренера «Манчестер Юнайтед» Алекса Фергюсона какую-то еду (назывались варианты: пиццу, кофе, томатный суп или гороховый суп). Позднее Эшли Коул указал в своей автобиографии, что это был Фабрегас, и он бросил пиццу. Пирес также это подтвердил, но добавил, что вряд ли Сеск целился в Фергюсона. В 2017 году Фабрегас подтвердил, что пиццу бросил действительно он, но целился при этом в толпу игроков, а в Фергюсона попал случайно.
Главный тренер «Арсенала» Арсен Венгер заявил после матча, что Руни «нырнул» с целью заработать пенальти. Арбитр встречи Майк Райли также подвергся серьёзной критике со стороны Венгера.
Руд ван Нистелрой получил обвинение в грубой игре против защитника «Арсенала» Эшли Коула. Он признал свою вину в этом нарушении и получил трёхматчевую дисквалификацию уже после матча.
Глава арбитров английской Премьер-лиги Кейт Хакетт заявил: «Мы знаем, что это одно из жёстких противостояний сезона. Майк [Райли] явно планировал не мешать естественному ходу матча. Он хотел, чтобы игра развивалась свободно и не хотел удалять игроков с поля. Это было продиктовано попыткой избежать взрыва страстей на поле, и, я думаю, Майк отлично справился со своей задачей».
Арсен Венгер выразился более жёстко: «Райли предопределил результат в этой игре, это то, что, как мы знаем, он умеет делать на „Олд Траффорд“. В эпизоде с пенальти не было никакого контакта, даже Руни это говорит. Очень тяжело видеть, как просто арбитр назначает пенальти. Мы можем улучшить только свою работу на поле, но не работу судьи. Мы получили пенальти в свои ворота, как обычно бывает, когда мы играем на поле „Манчестер Юнайтед“ и им нужно забивать. Это случалось в прошлом сезоне и это случилось снова».
Капитан «Арсенала» Патрик Виейра, чьё противостояние с капитаном «Манчестер Юнайтед» Роем Кином стало ключевым элементом во встречах между двумя клубами, заявил: «Ты привыкаешь к этому, когда играешь на „Олд Траффорд“, мы привыкли к этому». В ответном матче того же сезона, который прошёл на стадионе «Хайбери», Кин и Виейра столкнулись в туннеле для игроков перед началом встречи, что сопровождалось нецензурными выражениями в адрес друг друга. Началось всё с того, что Виейра намеренно толкнул Гари Невилла, обвиняя его в нарушениях против Хосе Антонио Рейеса в матче на «Олд Траффорд». В конфликт вмешался Рой Кин со словесными угрозами в адрес капитана «Арсенала», и лишь вмешательство арбитра Грэма Полла предотвратило стычку между французом и ирландцем. В самом матче «Манчестер Юнайтед» одержал победу со счётом 4:2. Этот матч также был очень жёстким: за фол против Юнгберга был удалён Микаэль Сильвестр, а «Юнайтед» дважды отыгрывался после того, как «Арсенал» вёл в счёте. В итоге, «красные дьяволы» всё-таки одержали победу, хотя играли в меньшинстве на протяжении трети всего матча.